# Complaisance (matériau)
Pour les articles homonymes, voir Complaisance.
La complaisance, en science des matériaux, est une grandeur qui caractérise le comportement élastique d'un matériau. Une complaisance d'élasticité est définie comme l'inverse d'un module d'élasticité, et s'exprime en Pa−1. Son inverse est la raideur. Les complaisances, qui sont souvent utilisées dans les calculs, interviennent notamment dans les essais mécaniques indiqués ci-dessous.

## Fluage
Concernant un essai quasi statique de fluage, la fonction de fluage F(t) relative à la déformation d'un matériau viscoélastique a pour expression
et possède par conséquent les dimensions d'une complaisance. Les symboles {\displaystyle \varepsilon }(t) et {\displaystyle \sigma _{0}} représentent respectivement la déformation au temps t et la contrainte constante appliquée. Concernant cet essai mécanique, deux cas se présentent, comme indiqué ci-dessous.

### Traction
Pour un essai de fluage en traction, un poids est imposé à une éprouvette (utilisation d'une masse suspendue). La complaisance de fluage en traction est égale à
Remarque : pour un solide élastique, la complaisance en traction D est l'inverse du module de Young E, soit

### Cisaillement
Pour un essai de fluage en cisaillement, un couple est imposé. La complaisance de fluage en cisaillement est égale à
Remarque : pour un solide élastique, la complaisance en cisaillement J est l'inverse du module de cisaillement G, soit

## Pressage
Cet essai correspond à l'application d'une pression hydrostatique. La complaisance de compressibilité B est l'inverse du module de compressibilité K, soit